# كانتيلي

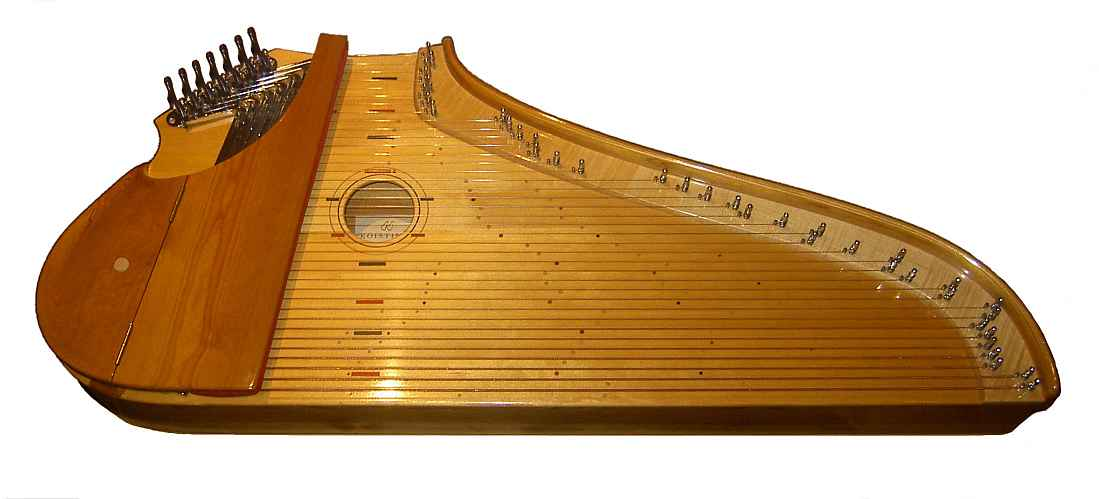
الكنتيلي 38 وتر

الكَنتيلي (بالفنلندية: Kantele) أداة موسيقية تقليدية وترية من عائلة آلة القانون. موطنها فنلندا وإستونيا وكاريليا، ذات الصلة بالغوسلي الروسي و الكوكلي اللاتفية والكَنكليس اللِّتوانية. تشكل إلى جانب هذه الآلات العائلة المعروفة باسم بسالتيريات البلطيق.